# 1837 в Україні

## Події
- 31 липня у Києві відбулася урочиста закладка Червоного корпусу Київського університету Св. Володимира.
- Засновано сучасну Ялту;
- Видано альманах «Русалка Дністровая» — перший західноукраїнський альманах, виданий у Будапешті заходами літературного гуртка «Руська трійця»;
- засноване звання Почесні громадяни Харкова.

## Особи

### Народились
- 1 січня, Александрович Митрофан Миколайович (1837—1881) — український етнограф, історик, письменник.
- 4 січня, Житецький Павло Гнатович (1837—1911) — український мовознавець, лексикограф, педагог і громадський діяч. Доктор російської словесності (1908). Член-кореспондент Петербурзької АН (1898), дійсний член Історичного товариства Нестора-літописця (1879), Наукового товариства імені Шевченка (1903).
- 5 січня, Кульженко Стефан Васильович (1837—1906) — український друкар, книговидавець, один із найуспішніших підприємців свого часу в Україні та Російській імперії.
- 27 січня, Лесевич Володимир Вікторович (1837—1905) — український і російський філософ, літературознавець (історик літератури), фольклорист, етнограф, педагог та громадський діяч, дійсний член Наукового товариства імені Тараса Шевченка.
- січень, Кароль Генрик Міколаш (1837—1888) — галицький фармацевт.
- 10 лютого, Кобилянський Антін (1837—1910) — український культурно-освітній діяч, літератор, лікар, винахідник.
- 19 лютого, Крижановський Гавриїл Михайлович (1837—1912) — руський (український) галицький церковний (греко-католицький) та громадсько-політичний діяч, педагог, літератор. Доктор теології, посол Галицького Сейму (1868—1876 роки).
- 22 лютого, Гулак-Артемовський Олексій Львович (1837—1896) — лікар, народознавець, музикант, збирач народних пісень.
- 6 квітня, Целестин Гошовський (1837—1911) — львівський скульптор.
- 7 травня, Хартуларі Віктор Костянтинович (1837—1916) — російський військовик, полковник Російської імператорської армії.
- 20 травня, Шептицька Софія Олександрівна (1837—1904) — польська аристократка, письменниця, художниця, мати Митрополита-Предстоятеля УГКЦ Андрея Шептицького та Блаженного Климентія Шептицького.
- 17 липня, Захаревич Юліан (1837—1898) — архітектор, засновник і організатор Львівської архітектурної школи.
- 22 серпня, Іриней Орда (1837—1904) — єпископ Відомства православного сповідання Російської імперії. Духовний письменник, магістр богослов'я.
- 13 жовтня, Рубець Олександр Іванович (1837—1913) — український фольклорист, хоровий диригент, педагог.
- 16 жовтня, Митрак Олександр Андрійович (1837—1913) — український письменник, фольклорист і етнограф Закарпаття.
- 11 листопада, Артур Ґроттґер (1837—1867) — польський живописець, один із провідних представників романтизму в польському мистецтві, ілюстратор, рисувальник, автор циклу творів на тему січневого повстання 1863—1864 рр.
- 15 листопада, Спір Африкан Олександрович (1837—1890) — російський німецькомовний філософ-неокантіанець.
- Бернер Яків Миколайович (1837—1914) — київський купець 1-ї гільдії, власник цегельних заводів. Гласний думи кількох скликань, меценат.
- Вашкевич Григорій Станіславович (1837—1923) — український філолог, співробітник журналу «Киевская старина» та інших видань.
- Вернадська Ганна Петрівна (1837—1898) — музичний педагог.
- Гаморак Кирило Семенович (1837—1909) — український релігійний, громадський діяч.
- Анджей Ґоломб (1837—1903) — львівський архітектор, підприємець.
- Загорська Меланія Овдіївна (1837—1891) — українська співачка.
- Захарченко Йосип Іванович (1837—1894) — український письменник.
- Іванов Петро Васильович (1837—1931) — український етнограф, фольклорист. Дослідник фольклору українських та російських селян Куп'янського повіту Харківської губернії.
- Канюк Зиновія (1837—1915) — буковинська письменниця, також була редактором «Променя».
- Колчак Василь Іванович (1837—1913) — військовий інженер, металург, генерал-майор.
- Котляревський Олександр Олександрович (1837—1881) — український етнограф, філолог, славіст.
- Лаврецький Лев (1837—1910) — священик УГКЦ і першодослідник древнього Галича.
- Телевяк Іван (1837—1922) — галицький громадський діяч, меценат.

### Померли
- 7 березня, Євгеній (Болховітінов) (1767—1837) — митрополит київський (з 1822 р.), історик, бібліограф, археолог.
- 26 березня, Дехтерьов Парфеній Михайлович (1796—1837) — калузький та київський купець, перший київський міський голова (1835—1837).
- 7 квітня, Остен-Сакен Фабіан Вільгельмович (1752—1837) — російський командир епохи наполеонівських воєн, генерал-фельдмаршал, князь (з 1832 року).
- 19 квітня, Цих Володимир Францович (1805—1837) — київський науковець, професор, ректор Київського університету.
- 8 червня, Засядько Олександр Дмитрович (1779—1837) — інженер-артилерист РІА українського походження, генерал-лейтенант артилерії. Конструктор та фахівець з розробки ракетної зброї.
- 9 вересня, Ян Охоцький (1766/1768-1837) — польський дворянин, історик.
- Портнов Ларіон Федорович (1749—1837) — російський купець другої гільдії, 2-й міський голова Одеси (1797—1800).

## Засновані, створені
- Згурівський дендропарк
- Таврійське і Одеське караїмське духовне правління
- Собор Різдва Пресвятої Богородиці (Хмельницький)
- Церква Собору Івана Хрестителя (Кокутківці)
- Церква святого Іоана Златоуста (Ялта)
- Церква положення Ризи Пресвятої Богородиці (Хоростків)
- Маріупольський менонітський округ
- Піскошине

## Видання, твори
- Портрет Катерини Абази роботи Тараса Шевченка
- Смерть Богдана Хмельницького (Шевченко)
- Смерть Сократа (Шевченко)
- Байки Харківські